# Сейранов, Сергей Германович
Сергей Германович Сейранов (род. 21 июля 1963, Москва) — российский деятель образования.
Ректор Московской государственной академии физической культуры с апреля 1997 года по 26 января 2022. Президент Российского студенческого спортивного союза. Президент Федерации тхэквондо (ИТФ) России, главный редактор научного журнала «Физическое воспитание и студенческий спорт». 
Академик Российской академии образования (2017), доктор педагогических наук, профессор, заслуженный деятель науки Российской Федерации, почётный работник высшего профессионального образования Российской Федерации, заслуженный работник физической культуры, спорта и туризма Московской области, почётный профессор Казахской академии спорта и туризма, почётный профессор Армянского государственного института физической культуры, почётный доктор государственного университета физического воспитания и спорта Республики Молдова, почетный доктор Грузинского государственного учебного университета физической культуры и спорта, почётный доктор Таджикского института физической культуры имени С. Рахимова, почётный профессор Воронежской государственной академии спорта, почётный гражданин городского округа Люберцы Московской области.

## Биография
Сергей Сейранов родился 21 июля 1963 года в Москве. 

### Образование
В 1984 году окончил Государственный центральный ордена Ленина институт физической культуры  (ныне Российский университет спорта «ГЦОЛИФК»), по специальности “Физическая культура и спорт».
В 1992 году защитил кандидатскую диссертацию по теме «Совершенствование тактической подготовки биатлонистов на основе автоматизированного контроля и компьютерного моделирования».
В 1995 году окончил с отличием Российскую академию государственной службы при Президенте РФ по специальности «Менеджмент».
В 1995 году защитил диссертацию по теме «Управленческие отношения в сфере физической культуры и спорта в условиях перехода к рыночной экономике» и получил учёную степень доктора педагогических наук, с 1997 года — профессор.

### Научная деятельность
С 1987 года работал в Госкомспорте СССР, был помощником-референтом заместителя председателя Госкомспорта СССР, впоследствии президента МГАФК Василия Громыко (1932—2017). Возглавлял комитет комсомола Госкомспорта СССР и до 1991 года состоял в Коммунистической партии Советского Союза (КПСС).
С 1997 по 2022 год ректор Московской государственной академии физической культуры.
1 марта 2013 года избран президентом Федерации тхэквондо (ИТФ) России.
28 октября 2016 года на отчётно-выборной конференции Российского студенческого спортивного союза Сейранов единогласно избран президентом РССС.  В 2020 году переизбран президентом союза на новый срок.
В 2022 году избран ректором Российского университета спорта «ГЦОЛИФК», 2 октября 2024 года был освобождён от этой должности.
Опубликовал более 200 научных работ, в том числе 9 монографий.
Сейранов — мастер спорта по тхэквондо, обладатель чёрного пояса 7 дана по тхэквондо ITF, судья международной категории.

## Семья
Женат, имеет трёх сыновей и дочь.

## Монографии
- Настольная книга спортивного менеджера (1997, соавтор),

- Менеджмент (1999, соавтор),

- Введение в социологию менеджмента (2002, соавтор),

- Социология менеджмента физической культуры и спорта (2003, соавтор),

- Менеджмент (2006, соавтор),

- Экономика физической культуры и спорта (2011, соавтор),
- Целевая физическая подготовка квалифицированных биатлонистов (2016, соавтор).
- Основные аспекты спортивного судейства (на примере спортивной борьбы) (2017, соавтор)
- Теория физической культуры (критический анализ современного состояния, технология и результаты модернизации) (2021, соавтор)

## Награды и звания
- Орден Почёта;
- Орден Национального олимпийского комитета Монголии «Олимпийская слава»;
- Почётная грамота Президента Российской Федерации[15];
- Благодарность Президента Российской Федерации[8];
- Заслуженный деятель науки Российской Федерации[16];
- Медаль «В память 850-летия Москвы»;
- Медаль «80 лет Госкомспорту России»;
- Почётный знак «За заслуги в развитии физической культуры и спорта»;
- Почётный знак «За заслуги в развитии олимпийского движения в России»;
- Медаль Петра Лесгафта «За заслуги в спортивной науке и образовании»;
- Медаль Николая Озерова «За пропаганду физической культуры и спорта»;
- Медаль им. М.Н. Скаткина Российской академии образования;
- Медаль «200 лет МВД России»;
- Медаль Николая Масалова;
- Почетный знак Национального олимпийского комитета Республики Казахстан;
- Почётная грамота Московской областной Думы[1][2];
- Медаль «В память 30-летия Игр XXII Олимпиады 1980 года в г. Москве»;
- Памятная медаль «XXVII Всемирная летняя универсиада 2013 года в г. Казани»;
- Памятная медаль «XXII Олимпийские зимние игры и XI Паралимпийские зимние игры 2014 года в г. Сочи»;
- Юбилейная медаль «95 лет Военной контрразведке ФСБ России»[8];
- Юбилейная медаль «70 лет Победы в Великой Отечественной войне» ГУ МВД РФ по Московской области;
- Памятная юбилейная медаль МВД России «100 лет международному полицейскому сотрудничеству»;
- Юбилейный знак "25 лет группе "Вымпел" "
- Знак отличия «За заслуги перед городским округом Люберцы»;
- Знак отличия «За вклад в развитие городского округа Люберцы».